# 向阳湖
向阳湖（藏語：ཤང་ཡང་མཚོ，威利转写：shang yang mtsho，THL：Shangyang Tso）位于中国西藏自治区那曲市双湖县境内，地处双湖县北部，昆仑山南麓，可可西里山北麓，湖面海拔4870米，面积97.2平方公里。湖区气候寒冷干燥，年均气温-4℃，年均降水量100～150毫米。湖水主要靠冰雪融水径流补给。